# Linia kolejowa Scharzfeld – St. Andreasberg
Linia kolejowa Scharzfeld – St. Andreasberg – dawna niezelektryfikowana, jednotorowa linia kolejowa w kraju związkowym Dolna Saksonia, w Niemczech. Łączyła stacje Scharzfeld z Sankt Andreasberg. 